# اشنان
اُشنان (نام علمی: Seidlitzia rosmarinus) نام یک گونه از سردهٔ اشنان است.
اشنان گیاهی است با شاخه‌های باریک، برگ‌های ریز، و طعم شور که معمولاً در شوره‌زارها می‌روید.
اشنان یا چوغان گیاهی دارویی و بومی مناطق شورپسند بوده که ریشه آن سرشار از ساپونین می‌باشد و دارای خواص آنتی‌اکسیدانی، ضد میکروبی، ضدعفونی‌کننده و ضد سم است.
نام‌های دیگر آن چوبک اشنان؛ اشنان قلیا؛ چوغان؛ آذربو؛ آذربویه؛ غاسول؛ خَرند؛ و خلخان است.
از خاکستر حاصل از سوزاندن شاخ و برگ گیاه اشنان، ماده‌ای قلیایی «کلیاب» بدست می‌آورند که در مراکز صنعتی و سنتی مانند صابون‌سازی، سفالگری، شستشوی نخ‌های ابریشم و شیشه‌گری استفاده می‌کنند. در گذشتهٔ نه چندان دور نیز مغز ریشهٔ آن را خشک کرده و به عنوان شوینده استفاده می‌کردند.